# GLG Gesellschaft für Leben und Gesundheit
Die GLG Gesellschaft für Leben und Gesundheit ist ein Anbieter von Gesundheitsdienstleistungen in den Landkreisen Barnim und Uckermark. Zur GLG gehören fünf Krankenhäuser in den Städten Eberswalde, Angermünde, und Prenzlau sowie eine Fachklinik für Rehabilitation, Medizinische Versorgungszentren, ein ambulantes Rehabilitationszentrum, ein ambulanter Pflegedienst und eine Medizinservice-GmbH, außerdem Servicegesellschaften, Wohnstätten, Tageskliniken und Beratungsstellen für psychisch erkrankte Menschen.
Gesellschafter der GLG mbH sind die Landkreise Barnim (71,1 %) und Uckermark (25,1 %) sowie die Stadt Eberswalde (3,8 %).

## Krankenhäuser und Kliniken
Zur GLG Gesellschaft für Leben und Gesundheit gehören:
- GLG Werner Forßmann Klinikum Eberswalde
- GLG Martin Gropius Krankenhaus Eberswalde
- GLG Krankenhaus Angermünde
- GLG Kreiskrankenhaus Prenzlau
- GLG Fachklinik Wolletz